# Bad Belzig
Bad Belzig (Belzig-les-Bains en français) est une ville historique allemande et une station thermale, le chef-lieu de l'arrondissement de Potsdam-Mittelmark dans le Land de Brandebourg.

## Géographie

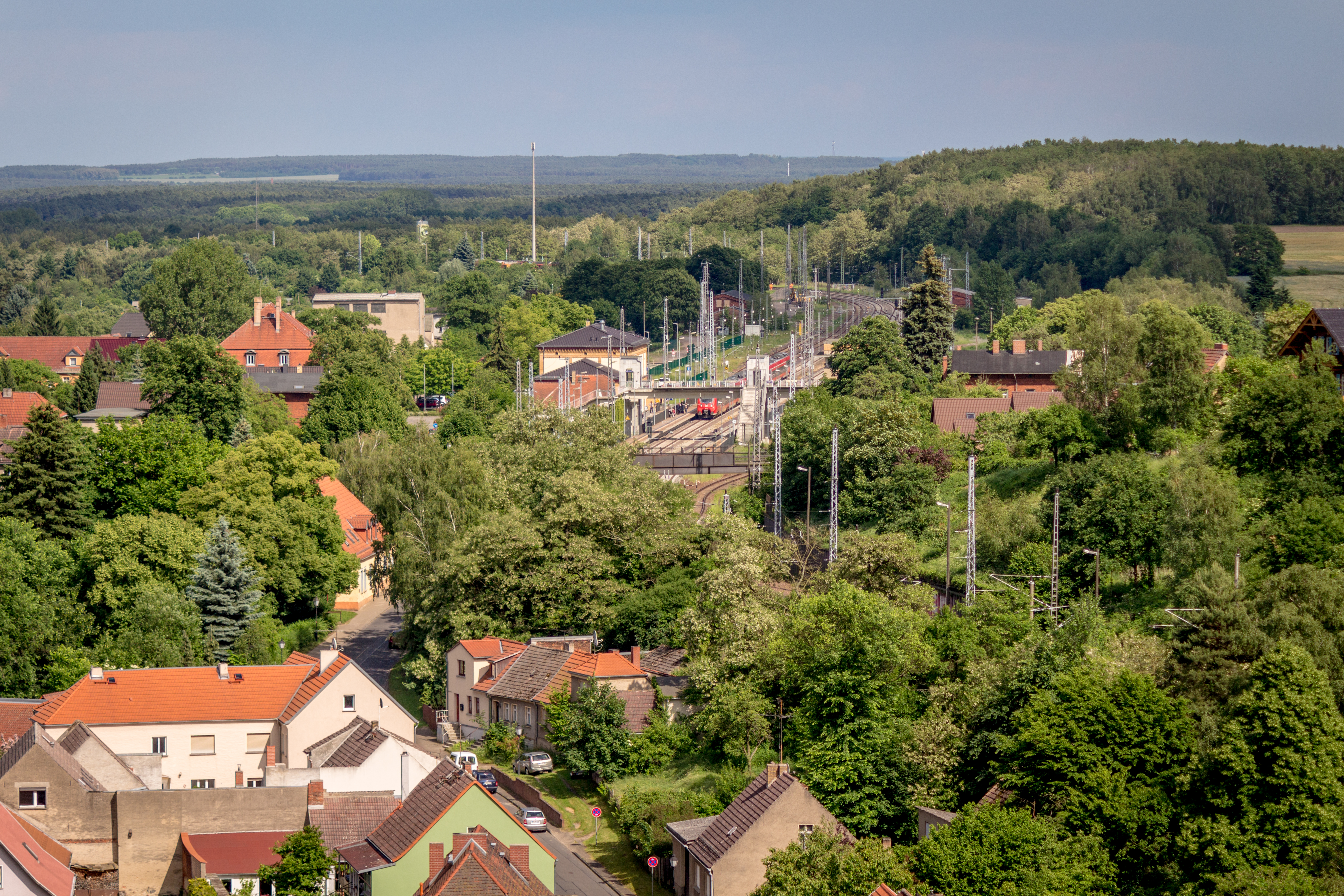
Vue sur la gare vers le Hoher Fläming.

### Situation
La ville est située dans les collines du Hoher Fläming, déclaré parc naturel du Land de Brandebourg en 1997. Les vastes pelouses au nord-est, également une réserve naturelle, font partie de la vallée proglaciaire de Głogów-Baruth ; c'est l'un des derniers habitats de la Grande Outarde en Allemagne.
La gare de Bad Belzig est une station de la ligne de Berlin à Blankenheim. L'autoroute 9 passe à quelques kilomètres au sud-est.

### Morphologie urbaine

#### Localités
La municipalité comprend la ville de Bad Belzig (unité urbaine) et les localités suivantes : Bergholz, Borne, Dippmannsdorf, Fredersdorf, Groß Briesen (et Klein Briesen), Hagelberg (et Klein Glien), Kuhlowitz (avec Preußnitz), Lübnitz, Lüsse, Lütte, Neschholz, Ragösen, Schwanebeck et Werbig (avec Egelinde et Hohenspringe).

#### Quartiers
La ville de Bad Belzig (unité urbaine) elle-même peut être partagée en quatre quartiers différents : la vieille ville, Klinkengrund, Kurparksiedlung et Seedoche.

## Histoire

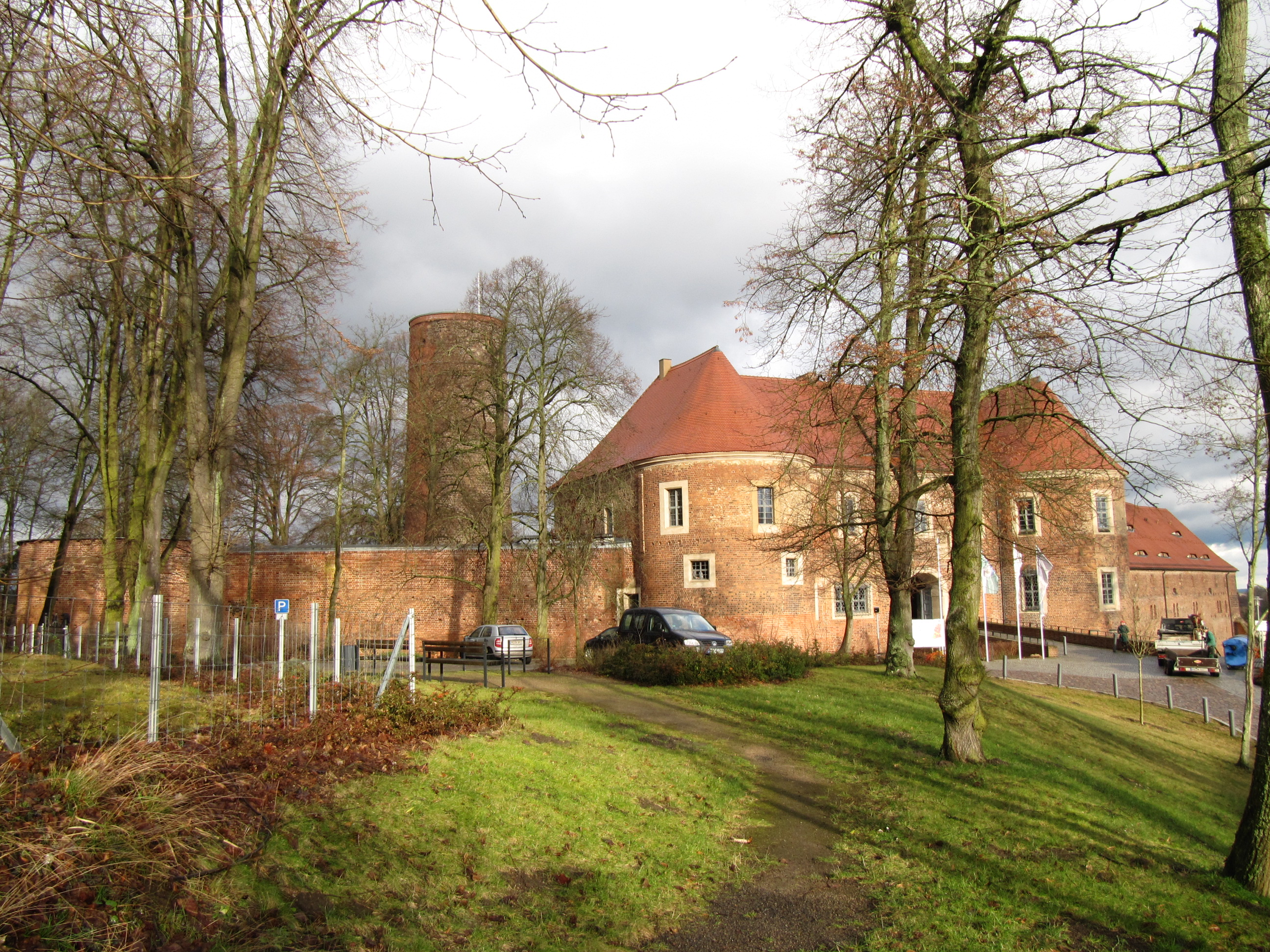
Le château d'Eisenhardt.

Un château des tribus slaves (Hevelli) y fut construite au Xe siècle. Au cours de la colonisation germanique, la fortification (grad) de Belizi fut mentionné pour la première fois en 997 dans un acte de l'empereur Otton II. À la suite d'un soulèvement des tribus slaves, les souverains du Saint-Empire ont perdu le contrôle de la région au nord du Fläming, jusqu'à la reconquête par le margrave Albert l'Ours vers l'an 1150.
Au milieu du XIIIe siècle, le fief appartint au duché ascanien d'Albert Ier de Saxe, le futur duché de Saxe-Wittemberg. Pendant des siècles, Belzig formait la partie extrême nord de l'électorat de Saxe, près de la frontière avec la marche de Brandebourg et l'archevêché de Magdebourg. Le château (Burg Eisenhardt) fut reconstruit et le faubourg  a reçu les droits municipaux en 1358. 
Martin Luther a prêché dans l'église paroissiale en 1530 ; durant la guerre de Smalkalde en 1547, la ville fut dévastée par des forces espagnoles. Cent ans plus tard, pendant la guerre de Trente Ans, la cité et le château furent presque entièrement détruits par les troupes de l'Empire suédois. Le 27 août 1813, en amont de la bataille de Leipzig, un corps d'armée français du général Jean-Baptiste Girard en campagne d'Allemagne a eu une escarmouche avec l'armée prussienne sous le commandement du général Karl Friedrich von Hirschfeld et des cosaques russes du général Alexandre Tchernychev sur les versants du mont Hagelberg.
À la suite des décisions du congrès de Vienne en 1815, le domaine de Belzig a été attribué au royaume de Prusse et fut incorporé dans la province de Brandebourg. 
En 1934, l'usine de munitions Roederhof est construite. Au début de la guerre, un camp de travaux forcés pour 1 500 femmes et hommes, principalement d'Europe de l'Est, est installé au sud de la Lübnitzer Strasse. En 1943, un sous-camp du camp de concentration de Ravensbrück est créé avec 750 prisonnières qui doivent travailler dans l'usine de munitions locale. Les malades sont ramenées à Ravensbrück pour y être assassinées. De 1939 à 1945, la ville est siège de la plus grande station de radio allemande pour la communication sans fil.
À partir de 1952 jusqu'à la réunification allemande en 1990, la ville appartint au district de Potsdam au sein de la République démocratique allemande (RDA). Depuis 2005, Belzig est une station thermale reconnue par l'Etat.

## Démographie
- Développement de la population dans les limites actuelles. -- Ligne bleue: Population; Ligne pointillé: Comparaison avec le développement de Brandebourg -- Fond gris: Période du régime nazie; Fond rouge: Période du régime communiste
- Évolution recente (ligne bleue) et prévisions sur l'effectif de résidents

| Année | Population |
| ----- | ---------- |
| 1875  | 8 847      |
| 1890  | 8 665      |
| 1910  | 9 162      |
| 1925  | 9 362      |
| 1933  | 9 516      |
| 1939  | 10 636     |
| 1946  | 14 452     |
| 1950  | 14 139     |
| 1964  | 12 329     |
| 1971  | 12 145     |

| Année | Population |
| ----- | ---------- |
| 1981  | 11 873     |
| 1985  | 11 849     |
| 1989  | 12 035     |
| 1990  | 11 960     |
| 1991  | 11 807     |
| 1992  | 11 673     |
| 1993  | 11 917     |
| 1994  | 11 595     |
| 1995  | 11 711     |
| 1996  | 11 656     |

| Année | Population |
| ----- | ---------- |
| 1997  | 11 932     |
| 1998  | 12 182     |
| 1999  | 12 156     |
| 2000  | 12 263     |
| 2001  | 12 158     |
| 2002  | 11 916     |
| 2003  | 11 960     |
| 2004  | 11 833     |
| 2005  | 11 772     |
| 2006  | 11 675     |

| Année | Population |
| ----- | ---------- |
| 2007  | 11 450     |
| 2008  | 11 308     |
| 2009  | 11 225     |
| 2010  | 11 248     |
| 2011  | 11 161     |
| 2012  | 11 119     |
| 2013  | 11 056     |
| 2014  | 10 916     |
| 2015  | 11 120     |
| 2016  | 11 113     |

| Année | Population |
| ----- | ---------- |
| 2017  | 11 126     |
| 2018  | 11 144     |
| 2019  | 11 141     |
| 2020  | 11 096     |

## Culture et patrimoine

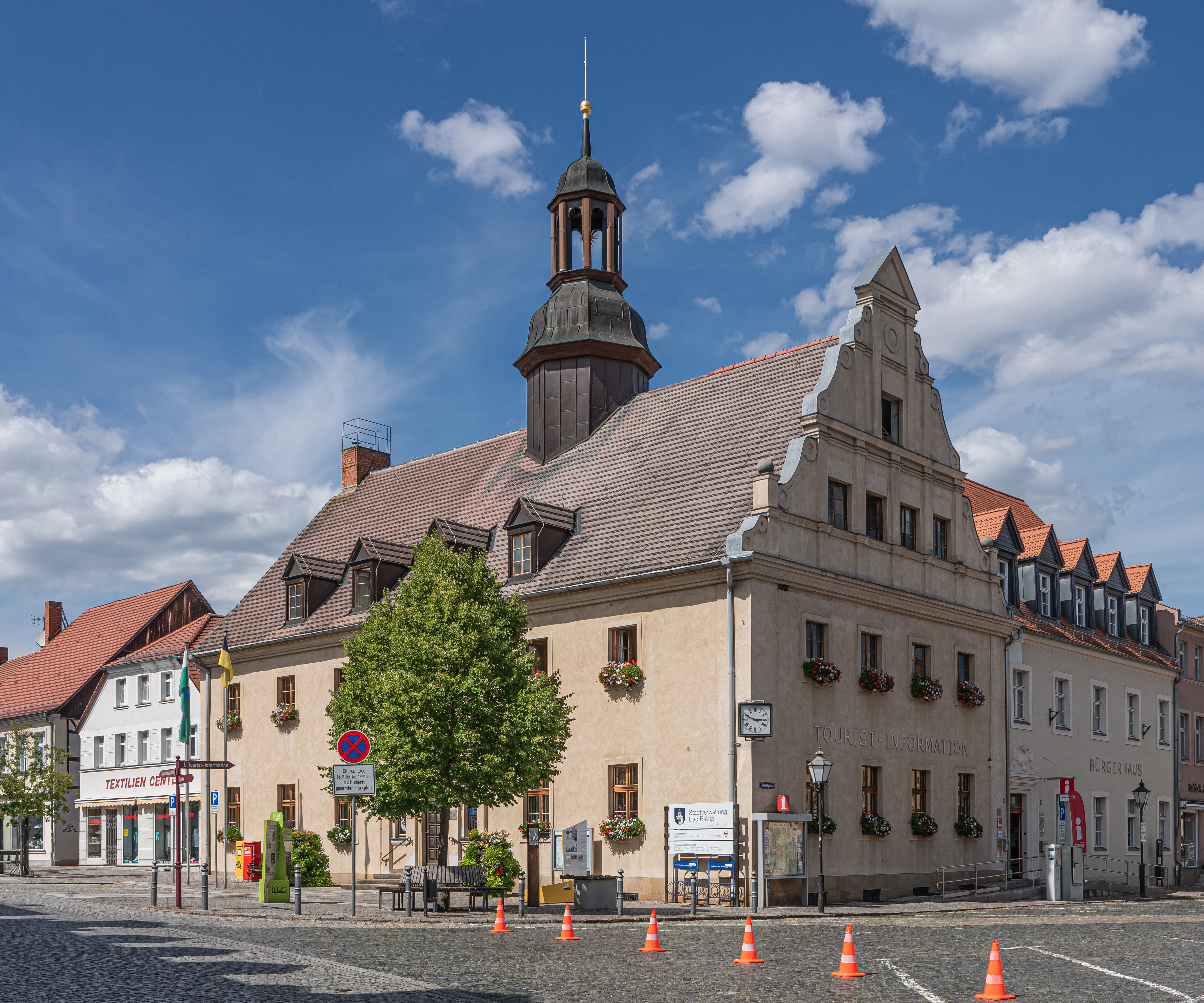
La mairie de Bad Belzig.

### Patrimoine et sites
Le manoir de Fredersdorf se trouve dans la localité du même à Bad Belzig.
La communauté intentionnelle de Zegg s'y trouve aussi.

## Jumelages
- Ritterhude (Allemagne)
- Kribi (Cameroun)

## Personnalités
- Carl Gottlieb Reissiger (1798–1859), compositeur ;
- Volker Reiche (né en 1944), auteur de bande dessinée ;
- Günter Baaske (né en 1957), homme politique ;
- Fabian Wiede (né en 1994), handballeur.